# Henk Wildenburg
Hendrikus Wilhelmus Johannes Antonius (Henk) Wildenburg (Arnhem, 21 oktober 1914 – 2003) was een Nederlandse verzetsstrijder.

## Levensloop
Wildenburg groeide op in een rooms-katholiek gezin. In 1925 verhuisde de familie naar Ede. Wildenburg was later werkzaam bij de ENKA en gaf leiding aan de Rooms-katholieke scoutinggroep Tarcisius in zijn woonplaats. Hij was vrijgeloot van militaire dienst.

### Tweede Wereldoorlog
Na de Duitse inval in mei 1940 keerde Wildenburg zich al vroeg in de oorlog tegen de Duitsers. Toen zijn Engelse Enfield-motor werd gevorderd door de Duitsers was deze opeens "verdwenen". Ook was hij betrokken bij een zogeheten pilotenroute. Bij de Edese verzetsman Derk Wildeboer zat de Engelse piloot Guy Onran ondergedoken. Wildenburg nam hem mee naar het station zodat deze zijn reis kon vervolgen om weer veilig terug te keren naar Engeland. Op paaszaterdag 1943 was hij op bezoek bij zijn schoonouders in Azewijn. In de middag zag hij dat een Amerikaanse B-17 was geraakt. Hij zag zeven parachutes die net boven Duits grondgebied vlogen. De piloot Carl Clasman slaagde er nog wel in het toestel aan de grond te zetten. Wildenburg bood meteen aan om hem en zijn tweede piloot Mick Stennet, die ook aan boord gebleven was, te verbergen. Hij nam hen per trein mee naar Ede, vanwaar ze richting Nijmegen vertrokken.
Samen met onder andere Piet Rombout hield Wildenburg zich bezig met het in kaart brengen van Duitse troepenbewegingen, met als doel deze informatie aan de geallieerden door te geven. Met Marten Wiegeraadt zorgde hij voor de verspreiding van de illegale kranten Trouw en Het Parool. Via de scouting was Wildenburg ook bevriend met Piet Smit. Smit was districtleider van de LO in Noord-Holland en onderdeel van de Groep Packard. Wildenburg en Smit wisselden regelmatig gegevens uit en spraken daarvoor meestal af in Hotel Polen in Amsterdam.
Op 15 mei 1942 werden alle Nederlandse officieren die in de meidagen van 1940 in dienst waren geweest samen geroepen op een vijftal locaties in het land. Een jaar eerder was er een gelijksoortige controle geweest, waarna de militairen weer huiswaarts konden keren. Ditmaal was er dus weinig argwaan. Wildenburg was er van op de hoogte dat de Duitsers extra transportwagons hadden klaar staan en vermoedde dat de militairen ditmaal niet huiswaarts zouden keren. Hij slaagde erin op de dag zelf een aantal militairen te waarschuwen die op weg waren naar de kazerne, zodat deze konden ontkomen.
Wildenburg was rond die tijd zo druk met het verzetswerk dat hij na overleg met de bedrijfsarts ziek werd gemeld. Tijdens het verplaatsen van de twee piloten was hij gespot door de bedrijfsleider van de AKU. Deze sommeerde hem de dinsdag daarop weer aan het werk te gaan. De bedrijfsarts kwam tussen beide, maar een half jaar later kreeg Wildenburg alsnog het bericht dat hij zijn werk moest hervatten en dat anders zijn salaris werd stopgezet en hij door de Duitsers zou worden opgehaald. Wildenburg dook vervolgens tijdelijk onder bij Jan Smit aan de Kolkakkerweg 81 en ontving een uitkering via het Steunfonds van de illegaliteit. Later in de oorlog zaten Wildenburg en Wiegeraadt samen ondergedoken bij de familie-Van de Kaa aan de Dorpsstraat 128 in Lunteren. Hun zoon Herman raakte als koerier betrokken bij het verzet.
Tijdens de oorlog zaten er meerdere joden ondergedoken bij Wildenburg en zijn vrouw Elisabeth aan de Korenbloemlaan in Ede. Een van hen, Ester Aronson, overleed in november 1944 als gevolg van ziekte. Wildenburg zorgde ervoor dat zij werd begraven in een massagraf voor slachtoffers van een bombardement in september 1944. Na de oorlog werd Aronson herbegraven. Na Wildenburgs arrestatie bleef zijn vrouw onderdak bieden aan joden.
Aan het begin van de Slag om Arnhem nam het Edese verzet vijf Nederlandse SS'ers gevangen die gedeserteerd waren. Zij werden vastgehouden in een schaapskooi in de buurt van Lunteren. Het idee was dat de SS'ers binnen een aantal dagen aan de geallieerden konden worden overgedragen. De Slag om Arnhem ging echter verloren en de schaapskooi was nodig voor de opvang van Britse parachutisten die in de omgeving rondzwierven. De leiding van de Binnenlandse Strijdkrachten, waarvan Wildenburg deel uitmaakte, besloot de SS'ers te executeren. Een van de SS'ers was van Rooms-katholieke afkomst. Wildenburg smeekte de plaatselijke pastoor of deze wilde meekomen om hem de biecht af te nemen en het laatste sacrament toe te dienen, maar deze wilde niets weten van de executie. Bij Wildenburg thuis zat luitenant-kolonel David Dobie ondergedoken.
Wildenburg werd op 3 december 1944 aangehouden op de boerderij De Wester Wetering van Aart Melis Jochemsen. Daar zat de geheim agent Abraham du Bois ondergedoken. De SD kwam achter zijn vermoedelijke verblijfplaats en stuurde de Nederlander Johnny de Droog er op af. Wildenburg deed alsof hij alleen melk kwam halen, maar werd niet geloofd. Via De Wormshoef, het regionale hoofdkwartier van de Sicherheitsdienst in Lunteren, kwam hij terecht in Kamp Amersfoort. Wildenburg bleef tot het einde van de oorlog in Amersfoort.

### Na de oorlog
Na de oorlog werd hij nooit meer de oude. Zo bleef hij slaapproblemen houden en was tot niet heel veel in staat. In de jaren zestig verliet Wildenburg de Tarcisius-scoutinggroep, omdat hij zich niet kon vinden in het openbare, in plaats van Rooms-katholieke, karakter van de groep. In maart 1985 ontvingen Wildenburg en zijn vrouw uit handen van het Israëlitische holocaustherdenkingscentrum Yad Vashem de eretitel Rechtvaardige onder de Volkeren. Van de Nederlandse regering ontving hij het Verzetsherdenkingskruis. In april 2017 werd bekend dat er een Henk Wildenburglaan komt in de nieuw te bouwen verzetsheldenbuurt op het voormalige kazernecomplex Ede-Oost.